# Jamtara
Jamtara ist eine Stadt im indischen Bundesstaat Jharkhand.
Die Stadt ist Hauptort des gleichnamigen Distrikt Jamtara. Jamtara wird als ein Nagar Panchayat verwaltet. Die Stadt ist in 14 Wards gegliedert.

## Demografie
Die Einwohnerzahl der Stadt liegt laut der Volkszählung von 2011 bei 29.415. Jamtara hat ein Geschlechterverhältnis von 914 Frauen pro 1000 Männer und damit einen für Indien üblichen Männerüberschuss. Die Alphabetisierungsrate lag bei 83,8 % im Jahr 2011. Knapp 90 % der Bevölkerung sind Hindus, ca. 8 % sind Muslime und ca. 2 % gehören einer anderen oder keiner Religion an. 12,5 % der Bevölkerung sind Kinder unter 6 Jahren.